# Polisens grader i Nederländerna
Polisens grader i Nederländerna visar tjänstegrader och gradbeteckningar vid den polisen i Nederländerna, Nationale politie.
|  | | Eerste Hoofdcommissaris Rikspolischef    |
|  | | Hoofdcommissaris Polisdirektör           |
|  | | Commissaris Polismästare                 |
|  | | Hoofdinspecteur Polisintendent           |
|  | | Inspecteur Poliskommissarie              |
|  | | Brigadier Polisinspektör (gruppchef)     |
|  | | Hoofdagent Polisinspektör                |
|  | | Agent Polisassistent                     |
|  | | Surveillant Biträdande polisman          |
|  | | Aspirant Polisaspirant                   |
|  | Rank epaulette of a Dutch police employee who has limited to no legal powers but still works in uniform and thus wears rank insignia. | Niet-Executieve Medewerker Civilanställd |